# 紹姆堡-利珀的威廉
紹姆堡-利珀的威廉（德語：Wilhelm zu Schaumburg-Lippe，1834年12月12日—1906年4月4日），紹姆堡-利珀親王格奧爾格·威廉的第三子，母親是瓦爾德克和皮爾蒙特的伊達。

## 家庭
1862年，威廉與安哈特-德紹的巴蒂爾迪絲結婚，兩人共有4子4女：
1. 夏洛特（1864年—1946年），符騰堡王后
2. 法蘭茲·約瑟夫（1865年—1881年），早逝
3. 腓特烈（英语：Prince Frederick of Schaumburg-Lippe）（1868年—1945年），丹麥路易絲公主的丈夫
4. 阿爾布雷希特（1869年—1942年）
5. 馬克西米利安（1871年—1904年）
6. 巴蒂爾迪絲（英语：Princess Bathildis of Schaumburg-Lippe）（1873年—1962年），瓦爾德克和皮爾蒙特親王妃
7. 阿德海德（1875年—1971年），薩克森-阿爾滕堡公爵夫人
8. 亞歷山德拉（1879年—1949年）